# ヴァケーション (ゴーゴーズの曲)
「ヴァケーション」（"Vacation"）は、女性ロックバンドのゴーゴーズによる1982年のシングルである。曲はアルバム『ヴァケーション』からの1枚目のシングルカットとして発売された。
ゴーゴーズの最大のヒット曲の1つであり、1982年8月にBillboard Hot 100で8位に達した。7インチのビニル版で発売され、B面にはサーフ・ロック「ビートニック・ビーチ」が収録された。またI.R.S.レコーズで初めてカセット・シングル（キャシングル）が発売されたことでも知られる。

## トラックリスト
1. "Vacation" - 2:59
2. "Beatnik Beach" - 2:53

## チャート
| チャート (1982)                  | 最高 順位 |
| -------------------------------- | --------- |
| カナダ トップシングルス (RPM)    | 23        |
| オランダ (Single Top 100)        | 31        |
| ポーランド (LP3)                 | 28        |
| スウェーデン (Sverigetopplistan) | 18        |
| US Billboard Hot 100             | 8         |
| US Dance Club Songs (Billboard)  | 17        |
| US Mainstream Rock (Billboard)   | 13        |
| US Cash Box Top 100              | 6         |

| チャート (1982)          | 順位 |
| ------------------------ | ---- |
| American Top 40 Year-End | 78   |
| US Billboard Hot 100     | 87   |
| US Cash Box              | 39   |